# Rohr (Soleura)
Rohr es una comuna suiza del cantón de Soleura, situada en el distrito de Gösgen. Limita al norte con la comuna de Oltingen (BL), al este con Erlinsbach, al sur con Stüsslingen, al suroeste con Lostorf, y al noroeste con Zeglingen (BL).

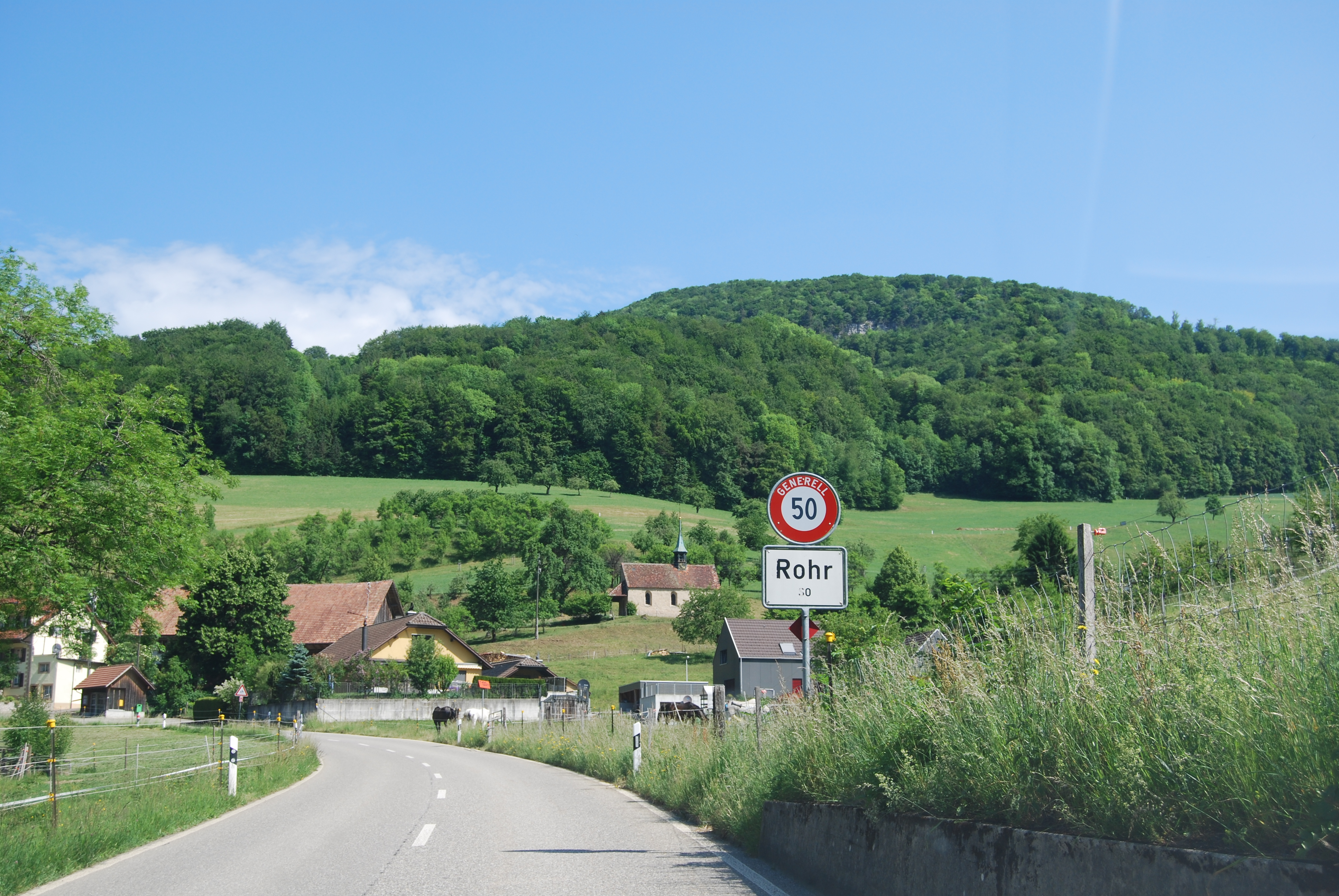
Rohr